# Gare de Berlin-Rummelsbourg
À ne pas confondre avec la dépôt de Berlin-Rummelsbourg
La gare de Berlin-Rummelsbourg est une gare ferroviaire à Berlin, dans le quartier de Rummelsbourg. La gare se trouve sur la ligne de Berlin à Wrocław.

## Situation ferroviaire
Au sud de la station de S-Bahn, la voie ferrée principale du chemin de fer et la voie de desserte mènent au dépôt.

## Histoire
Il existe un point d'arrêt ou un "arrêt sans voie de garage" à Rummelsbourg depuis l'ouverture de la ligne en 1842 dans l'actuelle Karlshorster Straße. En 1867, dans la zone de la gare se trouvait un point de déchargement pour le bétail en activité, qui était accessible depuis l'actuelle rue du marché.
Avec l'ouverture de la nouvelle gare de Stralau-Rummelsburg dans la partie occidentale de la gare actuelle d'Ostkreuz le 7 février 1882, l'arrêt n'est plus nécessaire. Le 1er juin 1882, le nouveau point d'arrêt Kietz-Rummelsbourg, situé à l'est de l'actuelle Schlichtallee, entre en service. En 1901 ou 1902, la ligne de chemin de fer a été élevée du niveau du sol sur un viaduc et la gare est déplacée à son emplacement actuel. De plus, les ponts situés immédiatement à l'ouest de la gare sont construits sur Karlshorster Strasse. En 1914, la gare prend son nom actuel.
L'électrification se fait le 11 juin 1928. Le 1er décembre 1930, elle fait partie de la S-Bahn. À la suite de la Seconde Guerre mondiale, la Reichsbahn met en place, en avril 1945, une opération de chemin de fer à transit rapide qui ne peut reprendre que le 5 janvier 1948.
Dans le cadre de la reconstruction de la gare d'Ostkreuz, une adaptation des arches du viaduc des principales voies de chemin de fer ainsi que de l'ensemble du système de voies dans cette zone est prévue. En raison de ces travaux, qui ont lieu de fin août 2016 à août 2017, aucun train S-Bahn ne s'arrête à la gare, mais passe au sud.

## Service des voyageurs

### Intermodalité
La gare est en correspondance avec la ligne de tramway 21 et les lignes d'omnibus 194, 240 et les lignes de bus de nuit N94 de la Berliner Verkehrsbetriebe.